# 小行星列表/118701-118800
| 名稱                      | 臨時編號   | 發現日期      | 發現地點   | 發現者                         |
| ------------------------- | ---------- | ------------- | ---------- | ------------------------------ |
| 小行星118701              | 2000 OW59  | 2000年7月29日 | 可可尼诺县 | 洛厄尔天文台近地小行星搜寻计划 |
| 小行星118702              | 2000 OM67  | 2000年7月31日 | 托洛洛山   | 马克·W·布伊、S. D. Kern        |
| 小行星118703              | 2000 PJ8   | 2000年8月4日  | 索科罗     | 林肯近地小行星研究小组         |
| 小行星118704              | 2000 PK10  | 2000年8月1日  | 索科罗     | 林肯近地小行星研究小组         |
| 小行星118705              | 2000 PJ16  | 2000年8月1日  | 索科罗     | 林肯近地小行星研究小组         |
| 小行星118706              | 2000 PL17  | 2000年8月1日  | 索科罗     | 林肯近地小行星研究小组         |
| 小行星118707              | 2000 PC20  | 2000年8月1日  | 索科罗     | 林肯近地小行星研究小组         |
| 小行星118708              | 2000 PO21  | 2000年8月1日  | 索科罗     | 林肯近地小行星研究小组         |
| 小行星118709              | 2000 QS5   | 2000年8月24日 | 索科罗     | 林肯近地小行星研究小组         |
| 小行星118710              | 2000 QN12  | 2000年8月24日 | 索科罗     | 林肯近地小行星研究小组         |
| 小行星118711              | 2000 QT15  | 2000年8月24日 | 索科罗     | 林肯近地小行星研究小组         |
| 小行星118712              | 2000 QU16  | 2000年8月24日 | 索科罗     | 林肯近地小行星研究小组         |
| 小行星118713              | 2000 QY22  | 2000年8月25日 | 索科罗     | 林肯近地小行星研究小组         |
| 小行星118714              | 2000 QF27  | 2000年8月24日 | 索科罗     | 林肯近地小行星研究小组         |
| 小行星118715              | 2000 QW35  | 2000年8月24日 | 索科罗     | 林肯近地小行星研究小组         |
| 小行星118716              | 2000 QR46  | 2000年8月24日 | 索科罗     | 林肯近地小行星研究小组         |
| 小行星118717              | 2000 QK48  | 2000年8月24日 | 索科罗     | 林肯近地小行星研究小组         |
| 小行星118718              | 2000 QT49  | 2000年8月24日 | 索科罗     | 林肯近地小行星研究小组         |
| 小行星118719              | 2000 QK55  | 2000年8月25日 | 索科罗     | 林肯近地小行星研究小组         |
| 小行星118720              | 2000 QB58  | 2000年8月26日 | 索科罗     | 林肯近地小行星研究小组         |
| 小行星118721              | 2000 QM63  | 2000年8月28日 | 索科罗     | 林肯近地小行星研究小组         |
| 小行星118722              | 2000 QV64  | 2000年8月28日 | 索科罗     | 林肯近地小行星研究小组         |
| 小行星118723              | 2000 QC79  | 2000年8月24日 | 索科罗     | 林肯近地小行星研究小组         |
| 小行星118724              | 2000 QF79  | 2000年8月24日 | 索科罗     | 林肯近地小行星研究小组         |
| 小行星118725              | 2000 QD82  | 2000年8月24日 | 索科罗     | 林肯近地小行星研究小组         |
| 小行星118726              | 2000 QO85  | 2000年8月25日 | 索科罗     | 林肯近地小行星研究小组         |
| 小行星118727              | 2000 QS89  | 2000年8月25日 | 索科罗     | 林肯近地小行星研究小组         |
| 小行星118728              | 2000 QN93  | 2000年8月26日 | 索科罗     | 林肯近地小行星研究小组         |
| 小行星118729              | 2000 QC95  | 2000年8月26日 | 索科罗     | 林肯近地小行星研究小组         |
| 小行星118730              | 2000 QL100 | 2000年8月28日 | 索科罗     | 林肯近地小行星研究小组         |
| 小行星118731              | 2000 QX115 | 2000年8月26日 | 索科罗     | 林肯近地小行星研究小组         |
| 小行星118732              | 2000 QY123 | 2000年8月25日 | 索科罗     | 林肯近地小行星研究小组         |
| 小行星118733              | 2000 QN125 | 2000年8月31日 | 索科罗     | 林肯近地小行星研究小组         |
| 小行星118734              | 2000 QO126 | 2000年8月31日 | 索科罗     | 林肯近地小行星研究小组         |
| 小行星118735              | 2000 QM129 | 2000年8月30日 | 伊斯特拉   | K. Korlević                    |
| 小行星118736              | 2000 QF132 | 2000年8月26日 | 索科罗     | 林肯近地小行星研究小组         |
| 小行星118737              | 2000 QZ132 | 2000年8月26日 | 索科罗     | 林肯近地小行星研究小组         |
| 小行星118738              | 2000 QF134 | 2000年8月26日 | 索科罗     | 林肯近地小行星研究小组         |
| 小行星118739              | 2000 QO135 | 2000年8月26日 | 索科罗     | 林肯近地小行星研究小组         |
| 小行星118740              | 2000 QN137 | 2000年8月31日 | 索科罗     | 林肯近地小行星研究小组         |
| 小行星118741              | 2000 QH141 | 2000年8月31日 | 索科罗     | 林肯近地小行星研究小组         |
| 小行星118742              | 2000 QA145 | 2000年8月31日 | 索科罗     | 林肯近地小行星研究小组         |
| 小行星118743              | 2000 QV146 | 2000年8月31日 | 索科罗     | 林肯近地小行星研究小组         |
| 小行星118744              | 2000 QA155 | 2000年8月31日 | 索科罗     | 林肯近地小行星研究小组         |
| 小行星118745              | 2000 QU155 | 2000年8月31日 | 索科罗     | 林肯近地小行星研究小组         |
| 小行星118746              | 2000 QS156 | 2000年8月31日 | 索科罗     | 林肯近地小行星研究小组         |
| 小行星118747              | 2000 QB162 | 2000年8月31日 | 索科罗     | 林肯近地小行星研究小组         |
| 小行星118748              | 2000 QE164 | 2000年8月31日 | 索科罗     | 林肯近地小行星研究小组         |
| 小行星118749              | 2000 QD171 | 2000年8月31日 | 索科罗     | 林肯近地小行星研究小组         |
| 小行星118750              | 2000 QY171 | 2000年8月31日 | 索科罗     | 林肯近地小行星研究小组         |
| 小行星118751              | 2000 QW178 | 2000年8月31日 | 索科罗     | 林肯近地小行星研究小组         |
| 小行星118752              | 2000 QQ186 | 2000年8月26日 | 索科罗     | 林肯近地小行星研究小组         |
| 小行星118753              | 2000 QP188 | 2000年8月26日 | 索科罗     | 林肯近地小行星研究小组         |
| 小行星118754              | 2000 QA192 | 2000年8月26日 | 索科罗     | 林肯近地小行星研究小组         |
| 小行星118755              | 2000 QT198 | 2000年8月29日 | 索科罗     | 林肯近地小行星研究小组         |
| 小行星118756              | 2000 QK200 | 2000年8月29日 | 索科罗     | 林肯近地小行星研究小组         |
| 小行星118757              | 2000 QE207 | 2000年8月31日 | 索科罗     | 林肯近地小行星研究小组         |
| 小行星118758              | 2000 QZ207 | 2000年8月31日 | 索科罗     | 林肯近地小行星研究小组         |
| 小行星118759              | 2000 QR213 | 2000年8月31日 | 索科罗     | 林肯近地小行星研究小组         |
| 小行星118760              | 2000 QU213 | 2000年8月31日 | 索科罗     | 林肯近地小行星研究小组         |
| 小行星118761              | 2000 QB220 | 2000年8月21日 | 可可尼诺县 | 洛厄尔天文台近地小行星搜寻计划 |
| 小行星118762              | 2000 QM222 | 2000年8月21日 | 可可尼诺县 | 洛厄尔天文台近地小行星搜寻计划 |
| 小行星118763              | 2000 QU222 | 2000年8月21日 | 可可尼诺县 | 洛厄尔天文台近地小行星搜寻计划 |
| 小行星118764              | 2000 QC224 | 2000年8月26日 | 索科罗     | 林肯近地小行星研究小组         |
| 小行星118765              | 2000 QB225 | 2000年8月29日 | 索科罗     | 林肯近地小行星研究小组         |
| 小行星118766              | 2000 QQ229 | 2000年8月31日 | 索科罗     | 林肯近地小行星研究小组         |
| 小行星118767              | 2000 QG230 | 2000年8月31日 | 索科罗     | 林肯近地小行星研究小组         |
| 小行星118768Carlosnoriega | 2000 QY233 | 2000年8月25日 | 托洛洛山   | 马克·W·布伊                    |
| 小行星118769Olivas        | 2000 QJ249 | 2000年8月28日 | 托洛洛山   | 马克·W·布伊                    |
| 小行星118770              | 2000 RY4   | 2000年9月1日  | 索科罗     | 林肯近地小行星研究小组         |
| 小行星118771              | 2000 RY18  | 2000年9月1日  | 索科罗     | 林肯近地小行星研究小组         |
| 小行星118772              | 2000 RL20  | 2000年9月1日  | 索科罗     | 林肯近地小行星研究小组         |
| 小行星118773              | 2000 RH34  | 2000年9月1日  | 索科罗     | 林肯近地小行星研究小组         |
| 小行星118774              | 2000 RH35  | 2000年9月1日  | 索科罗     | 林肯近地小行星研究小组         |
| 小行星118775              | 2000 RR37  | 2000年9月3日  | 索科罗     | 林肯近地小行星研究小组         |
| 小行星118776              | 2000 RB58  | 2000年9月7日  | 基特峰     | 太空监视                       |
| 小行星118777              | 2000 RW59  | 2000年9月7日  | 奥德热幽夫 | P. Kušnirák                    |
| 小行星118778              | 2000 RW62  | 2000年9月2日  | 索科罗     | 林肯近地小行星研究小组         |
| 小行星118779              | 2000 RJ68  | 2000年9月2日  | 索科罗     | 林肯近地小行星研究小组         |
| 小行星118780              | 2000 RM79  | 2000年9月1日  | 索科罗     | 林肯近地小行星研究小组         |
| 小行星118781              | 2000 RN79  | 2000年9月1日  | 索科罗     | 林肯近地小行星研究小组         |
| 小行星118782              | 2000 RP80  | 2000年9月1日  | 索科罗     | 林肯近地小行星研究小组         |
| 小行星118783              | 2000 RJ81  | 2000年9月1日  | 索科罗     | 林肯近地小行星研究小组         |
| 小行星118784              | 2000 RX85  | 2000年9月2日  | 索科罗     | 林肯近地小行星研究小组         |
| 小行星118785              | 2000 RJ90  | 2000年9月3日  | 索科罗     | 林肯近地小行星研究小组         |
| 小行星118786              | 2000 RJ98  | 2000年9月5日  | 可可尼诺县 | 洛厄尔天文台近地小行星搜寻计划 |
| 小行星118787              | 2000 RA99  | 2000年9月5日  | 可可尼诺县 | 洛厄尔天文台近地小行星搜寻计划 |
| 小行星118788              | 2000 RN99  | 2000年9月5日  | 可可尼诺县 | 洛厄尔天文台近地小行星搜寻计划 |
| 小行星118789              | 2000 RM101 | 2000年9月5日  | 可可尼诺县 | 洛厄尔天文台近地小行星搜寻计划 |
| 小行星118790              | 2000 RD104 | 2000年9月6日  | 索科罗     | 林肯近地小行星研究小组         |
| 小行星118791              | 2000 SP6   | 2000年9月21日 | 索科罗     | 林肯近地小行星研究小组         |
| 小行星118792              | 2000 SZ14  | 2000年9月23日 | 索科罗     | 林肯近地小行星研究小组         |
| 小行星118793              | 2000 SV26  | 2000年9月23日 | 索科罗     | 林肯近地小行星研究小组         |
| 小行星118794              | 2000 SJ28  | 2000年9月23日 | 索科罗     | 林肯近地小行星研究小组         |
| 小行星118795              | 2000 SO29  | 2000年9月24日 | 索科罗     | 林肯近地小行星研究小组         |
| 小行星118796              | 2000 SE30  | 2000年9月24日 | 索科罗     | 林肯近地小行星研究小组         |
| 小行星118797              | 2000 SU31  | 2000年9月24日 | 索科罗     | 林肯近地小行星研究小组         |
| 小行星118798              | 2000 SR32  | 2000年9月24日 | 索科罗     | 林肯近地小行星研究小组         |
| 小行星118799              | 2000 SQ35  | 2000年9月24日 | 索科罗     | 林肯近地小行星研究小组         |
| 小行星118800              | 2000 SC41  | 2000年9月24日 | 索科罗     | 林肯近地小行星研究小组         |